# Self-Publishing-Plattform
Eine Self-Publishing-Plattform ist ein über ein Online-Portal im Internet agierendes Unternehmen (oder auch Teil eines Unternehmens), das nach Schließen eines Werkvertrags umfängliche Dienstleistungen für die Selbstpublikation (englisch: Self-publishing) von Büchern als Druckerzeugnis, als E-Book oder in Teilen auch von anderen Publikationsmedien anbietet.

## Geschichte
Als einer der Vorläufer von Self-Publishing-Plattformen können vielleicht die seit etwa 2000 im Internet eingerichteten Autoren- oder Literaturplattformen gelten, auf denen unbekannte Autoren z. T. gratis ihre Texte ins Netz und in den Foren der Portale zur Diskussion stellen können. In einigen der Autorenplattformen wird nunmehr auch auf in Self-Publishing-Plattformen erstellte Buchveröffentlichungen hingewiesen.
Seit etwa 2010 treten im deutschsprachigen Raum auch Dienstleistungsunternehmen für selbstveröffentlichte Publikationen u. a. mit der Selbstbezeichnung oder der Charakterisierung als „Self-Publishing Plattform“ auf, einige von ihnen auch in mehreren Ländern gleichzeitig. Erste Unternehmen dieser Art gab es bereits ab etwa 2000 in den USA (siehe Abschnitt Geschichte unter CreateSpace.com) u. a. mit der Selbstbezeichnung „Independent Publishing Platform“.
Technische Voraussetzungen für dieses Geschäftsmodell sind das Book- bzw. Print-on-Demand-Verfahren und E-Books. Insbesondere die im Verbund damit erweiterten Vertriebs- und Kommunikationsmöglichkeiten des Internets führten zu einem generellen Wandel auf dem Buchmarkt.

## Allgemeines
Digitaldienstleister – eigentlich Dienstleister für Digitalmedienproduktion – bieten als Online-Plattformen für Self-publishing die Erstellung von Selbstpublikationen an. Sie positionieren sich schwerpunktmäßig als Hersteller von Buchpublikationen im Book-on-Demand-Verfahren oder als E-Book, zuweilen aber auch noch parallel dazu im Offset-Druck-Verfahren. Sie setzen bei den Kostenvoranschlägen für ihre Angebote auf Transparenz sowie auf ein vergleichsweise faires Preis-Leistungs-Verhältnis für ihre Basisangebote zur Erstellung eines Buchtitels. Die Angebote sind wegen unterschiedlicher Berechnungsverfahren oft schwer zu vergleichen.

### Abgrenzungen
Self-Publishing-Plattformen sind keine:
- Buchverlage im „traditionellen“ Sinne bzw. Publikumsverlage. Diese definieren sich gerade dadurch, dass sie mit ihren Autoren einen Verlagsvertrag (z. B. in Deutschland nach § 1 Verlagsgesetz) schließen sowie das gesamte unternehmerische Risiko übernehmen und demzufolge von ihren Autoren auch keinerlei Zahlungen einfordern.

- Zuschussverlage bzw. Selbstkostenverlage, die zwar ähnliche Dienstleistungen für Selbstpublikationen leisten wie Self-Publishing-Plattformen, jedoch dennoch als Verlag auftreten, dem Wortsinn nach aber weit mehr[7] als einen Druckkostenzuschuss erheben und wegen der dadurch bedingten „Umkehrung des Verlagsprinzips“ von ihren Kritikern wie u. a. dem Aktionsbündnis für faire Verlage auch als „Pseudoverlage“ mit nicht selten überteuerten Preisforderungen[8] bezeichnet werden.[9][10] Um sich von dieser Geschäftspraxis abzugrenzen, hat am 23. Januar 2013 die Verlagsgruppe Monsenstein und Vannerdat, zu der u. a. auch die Plattform ruckzuckbuch.de gehört, das Zertifikat FAIRöffentlichen ins Leben gerufen, um mit dem neuen Siegel „unseriösen Pseudoverlagen“ und der so genannten „Vanity Press“ das Handwerk zu legen bzw. um sich von diesen Mitbewerbern unter den Dienstleistern für selbst publizierte Medien abzugrenzen.[11][5] Danach sollen sich daran teilnehmende Unternehmen auf Standards hinsichtlich der Autorenrechte, der Aufklärung rund um ihre Angebote sowie der Nachhaltigkeit und Fairness verpflichten. Eine Prüfkommission aus Branchenexperten hätte das Siegel zu vergeben und gegebenenfalls auch wieder zu entziehen.[11][5]

- kleineren Unternehmen, die sich als Dienstleister für die Erstellung von Selbstpublikationen kenntlich machen, deren Basisangebote jedoch u. a. Mindestabnahmen erstellter Publikationsexemplare voraussetzen und deshalb trotz Einsatz des Book-on-Demand-Verfahrens weit teurer sind als die der Self-Publishing-Plattformen.

Self-Publishing-Plattformen treten aber zuweilen auch als Dienstleister der obengenannten Beispiele auf.

### Dienstleistungen
- Je nach Angebotsumfang kann jeder über Self-Publishing-Plattformen die Selbstveröffentlichung von Büchern und ggf. auch von Musik- und Filmaufnahmen in Auftrag geben – als reiner Dienstleister ist für sie die Qualität der von ihnen hergestellten und vertriebenen Medien irrelevant und damit kein Kriterium, einen Auftrag abzulehnen.
- Rein technisch übernehmen Self-Publishing-Plattformen „aus einer Hand“ oder in Teilen die gleichen Aufgaben wie ein regulärer Verlag (siehe hierzu z. B.: Publikumsverlag), nur dass sie eben nicht in einen Autor investieren (verlegen = vorlegen),[13] sondern dem Autor jedwede Leistung – u. a. Beratung inkl. Korrekturen und Lektorat, Erstellen der Druckvorlage bis hin zu Herstellung, Marketing und Bewerbung des verkaufsfertigen Buches – mit mehr oder weniger großer Gewinnspanne für sich – in Rechnung stellen.
- Als Publikationsformen bieten Self-Publishing-Plattformen Book-on-Demand oder E-Book an.
- Einige Self-Publishing-Plattformen bieten darüber hinaus auch das Self-publishing von Musik- oder Filmaufnahmen an.
- Dank Book-on-Demand kann ein Buch über eine Self-Publishing Plattform relativ preiswert ein einziges Mal gedruckt oder auf Dauer lieferbar gehalten werden.
- Ferner gibt es unterschiedliche Angebote für die Ausstattung eines Buches u. a. als Paperback oder als Hardcover sowie im Schwarz-Weiß- oder Farbdruck.
- Die Self-Publishing-Plattformen zeichnen sich durch pauschal zu vergütende, teilweise sogar kostenfreie Basis- bzw. Grundangebote aus, die meist eine ISBN-Vergabe, die Einrichtung (Mastering) und das Vorhalten einer digitalen Vorlage für Book-on-Demand oder E-Book sowie dessen Anzeige und Vertrieb über Online-Shops enthalten. Alle ggf. darüber hinausgehenden Dienstleistungen wie z. B. ein Lektorat werden von ihnen gegen Extrahonorar erbracht.
- Die Books on Demand GmbH als europäischer Marktführer übernimmt u. a. auch für reguläre Verlage oder Selbstkostenverlage wie den Allitera Verlag die Herstellung von Büchern im Book-on-Demand-Verfahren.

### Kosten und Kostenvoranschläge
→ Siehe hierzu auch: Kalkulation im Artikel Selbstpublikation
Die Kosten bei der Inanspruchnahme von Self-Publishing-Plattformen unterscheiden sich zuerst danach, ob die Auftraggeber eine druckfertige Vorlage bereitstellen und damit die Grundangebote schon ausreichend sein können – oder ob sie hierbei auf die mit weiteren Kosten verbundenen Hilfestellungen der Anbieter angewiesen sind. Sofern sich Kunden auf die Nutzung von Grundangeboten beschränken, zählen Self-Publishing-Plattformen unter den Dienstleistern für die Erstellung von Selbstpublikationen derzeit (Stand: 2014) zu den preiswertesten Anbietern.
Das Preis-Leistungs-Verhältnis der Self-Publishing-Plattformen unterscheidet sich (wenn auch auf sinkendem Niveau, Stand: 2014) z. T. erheblich, wie auch die Art und Weise der Erhebung ihrer Honorarforderungen für weitergehende Dienstleistungen nicht einheitlich ist. In der Regel sind jedoch Kostenvoranschläge für ihre Grund- bzw. Basisangebote direkt den Portalseiten zu entnehmen, was deren Vergleichbarkeit erleichtert. Für umfangreichere Projekte geben Preiskalkulatoren einen Überblick auf etwaige Gesamtkosten.

### Rezeption
→ Siehe hierzu auch: Rezeption von Selbstpublikationen im Artikel Selbstpublikation
Die Wertschätzung von literarischen Veröffentlichungen über eine Self-Publishing-Plattform unterliegen denselben Kriterien wie Veröffentlichungen durch Verlage, d. h. deren Erfolg misst sich an verkauften Exemplaren sowie an der Wahrnehmung durch die Literaturkritik. So verweist die Self-Publishing-Plattform Books on Demand auf mehrere bei ihr veröffentlichte Titel, die in Bestsellerlisten erschienen sind. Gerade für den E-Book-Bereich innerhalb der Selfpublishing-Branche spricht Der Tagesspiegel im Juli 2014 sogar von einem „Boom“.
Grundsätzlich ordert der Buchhandel von sich aus so gut wie keine Bücher von Self-Publishing-Plattformen und deren Titel werden ohne das eigene Engagement des Autors von der Literaturkritik bzw. „der literarischen Öffentlichkeit nicht wahrgenommen“. Autoren, die lediglich selbstfinanzierte Buchveröffentlichungen u. a. mittels Self-Publishing-Plattformen vorweisen können, sind von einer Bewerbung um Aufnahme in die Autorendatenbank des Friedrich-Bödecker-Kreises ausgeschlossen,
werden allerdings inzwischen vom Verband deutscher Schriftstellerinnen und Schriftsteller aufgenommen, der seine Jahrzehnte lang gehaltene Position hierzu grundlegend geändert hat: Es heißt zwar in den Aufnahmebedingungen u. a. noch immer, dass ein „Ausweis fachlichen Könnens“ hinreichend ausgewiesen sein muss, wie z. B. durch „eine Buchveröffentlichung, die nicht durch Einsatz eigener Geldmittel erkauft sein darf“, aber seit dem 16. Februar 2019 reichen dafür mehrere Veröffentlichungen „auch als Selfpublisher und Selfpublisherin oder Selbstvermarkter und Selbstvermarkterin“.

## Unternehmensformen und Geschäftsmodelle
Grob lassen sich heute Self-Publishing-Plattformen in folgende Unternehmensformen unterteilen:
- mit Erhebung einer Pauschale für ihre Basisangebote
- Gratisanbieter
- Mischunternehmen, die als traditioneller Verlag (oder innerhalb einer Verlagsgruppe) zugleich auch noch mit einer Self-Publishing-Plattform auftreten

Anton Goldberg hat in dem Blog unter indieautor.com insgesamt 30 E-Book-Distributoren miteinander verglichen und sie für 6 mögliche Interessengruppen von Self-Publishern aufbereitet (Stand: Oktober 2016) und dazu auch eine umfängliche Tabelle im PDF-Format mit Angaben in 18 Spalten erstellt. Auch deshalb sind nachfolgend lediglich einige Beispiele (wie z. B. Marktführer oder/und Gegenstand eines Wikipedia-Artikels) aufgeführt.

### Anbieter gegen Pauschale
- Als europäischer Marktführer in der digitalen Publikation für Autoren und Verlage gilt derzeit die Books on Demand GmbH. Vermutlich in Konkurrenz zu den Gratisanbietern hat BoD zwischen 2012 und 2014 seine Preise für das Basisangebot (inkl. Mastering und ISBN-Vergabe für Print- und zugleich E-Book-Ausgabe) von gut 158 Euro plus Folgekosten auf nunmehr einmalig 19 Euro ohne weitere Folgekosten sowie die Vertragslaufzeit von zuvor 5 Jahre auf ein Jahr gesenkt.[19]
- Die Plattform GRIN Verlag wirbt in ihrer Wortmarke mit „Verlag“ und berechnet trotz der Aussage „Autor zum Nulltarif“ für die Herstellung und den Vertrieb pauschal 50 Euro mit etwaigen Verkaufserlösen der Print-On-Demand-Version.[20]

### Gratisanbieter
Beispiele für Self-Publishing-Plattformen, die die Bereitstellung von Book-on-Demand- oder E-Book-Ausgaben kostenlos anbieten:

#### Printausgaben (Book on Demand)
- Amazon hat 2005 u. a. die 2000 gegründete Self-Publishing-Plattform BookSurge übernommen und 2009 in CreateSpace.com umbenannt. Über diese englischsprachige „Independent Publishing Platform“ können seither weltweit „Self-publisher“ gratis ihre Publikationen als Paperback erstellen lassen – allerdings ausschließlich mit Amazon als Vertriebspartner.[22] Bei der Zustellung von einer kleineren Menge an Autorenexemplaren im europäischen Raum stehen den von CreateSpace gewährten Autorenrabatten vergleichsweise erhebliche Versandkosten für eine zudem in der Regel mehrere Wochen dauernde Zusendung aus den USA gegenüber.[23] Für Auftraggeber innerhalb Europas kann es daher bei geringer Stückzahl (ca. bis zehn Exemplare) günstiger sein, die eigenen Titel wie ein regulärer Kunde über die inländischen Amazon-Anbieter zu erwerben. Neben dem kostenfreien „Grundangebot“ finden sich auch bei Amazon kostenpflichtige erweiterte Angebote (z. B. für das Marketing).
- Unter dem Angebot BoD Fun kann bei Books on Demand eine digitale Druckvorlage bereitgestellt werden, allerdings ohne ISBN.[19]
- Mit epubli können gratis Print- und E-Bookausgaben erstellt werden (siehe auch nächster Abschnitt E-Books zu neobooks).
- Lulu.com mit Sitz in Morrisville (USA) ist seit 2002 einer der ersten Gratisanbieter zur Erstellung von Print- und E-Bookausgaben.

#### E-Books
- Unter dem Angebot BoD E-Book können bei Books on Demand E-Books inkl. ISBN gratis erstellt und vertrieben werden.[19]
- Innerhalb Deutschlands wurde 2010 die Online-Plattform neobooks als digitaler Imprint bzw. als „Akquise-Plattform“ der Verlagsgruppe Droemer Knaur eingeführt. 2012 startete neobooks als Self-Publishing-Distributor und konzentrierte sich die ersten Jahre allein auf die kostenfreie Herstellung von E-Books. Seit 2016 ist neobooks ein Unternehmen der Neopubli GmbH und Teil der Digital Content Group by Holtzbrinck und dadurch nun auch direkt mit epubli assoziiert, worunter Print- und E-Bookausgaben erstellt werden. Derzeit (Stand: 2017) suchen neben Droemer Knaur auch Verlage wie Kiepenheuer & Witsch und Rowohlt bei neobooks nach neuen Talenten für ihre Verlagsprogramme.[24] neobooks wurde 2011 mit dem AKEP Award für die „beste verlegerische Leistung im Bereich Elektronisches Publizieren“ ausgezeichnet.
- Kindle Direct Publishing, einer der ersten Gratisanbieter für die Erstellung von E-Books weltweit (in Deutschland seit 2011) – allerdings, auch im Verbund mit CreateSpace.com (siehe auch Hinweise oben zu Gratis-Printausgaben (Book on Demand)), lediglich für den Kindle-Reader und ausschließlich mit Amazon als Vertriebspartner.[21]

### Mischunternehmen
Beispiele für Mischunternehmen (Verlag und zugleich Ersteller von Book- bzw. Print-on-Demand- und E-Book-Selbstpublikationen) sind:
- Verlagsgruppe Georg von Holtzbrinck mit den Self-Publishing-Plattformen epubli und neobooks.

## Rechtliches
Zwischen Self-Publishing-Plattformen und ihren Auftraggebern wird kein Verlagsvertrag (z. B. in Deutschland nach § 1 Verlagsgesetz) geschlossen. Auch wenn eine Self-Publishing-Plattform im Impressum z. B. als Hersteller genannt wird, verbleiben die gesamten Urheberrechte bei den Auftraggebern. Die Auftraggeber räumen jedoch den Self-Publishing-Plattformen für meist von ihnen auch gewünschte Vertriebsleistungen notwendigerweise ein eingeschränktes Vertriebsrecht ein.